# Sluitsein

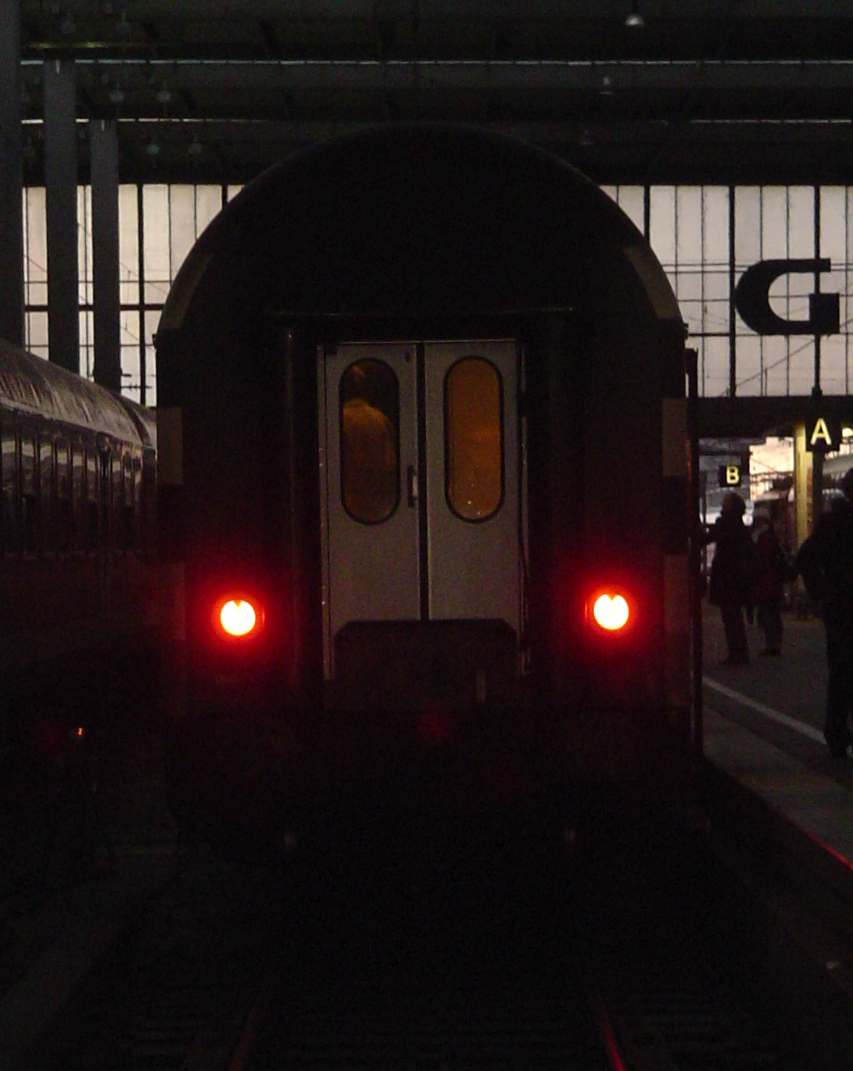
Sluitsein

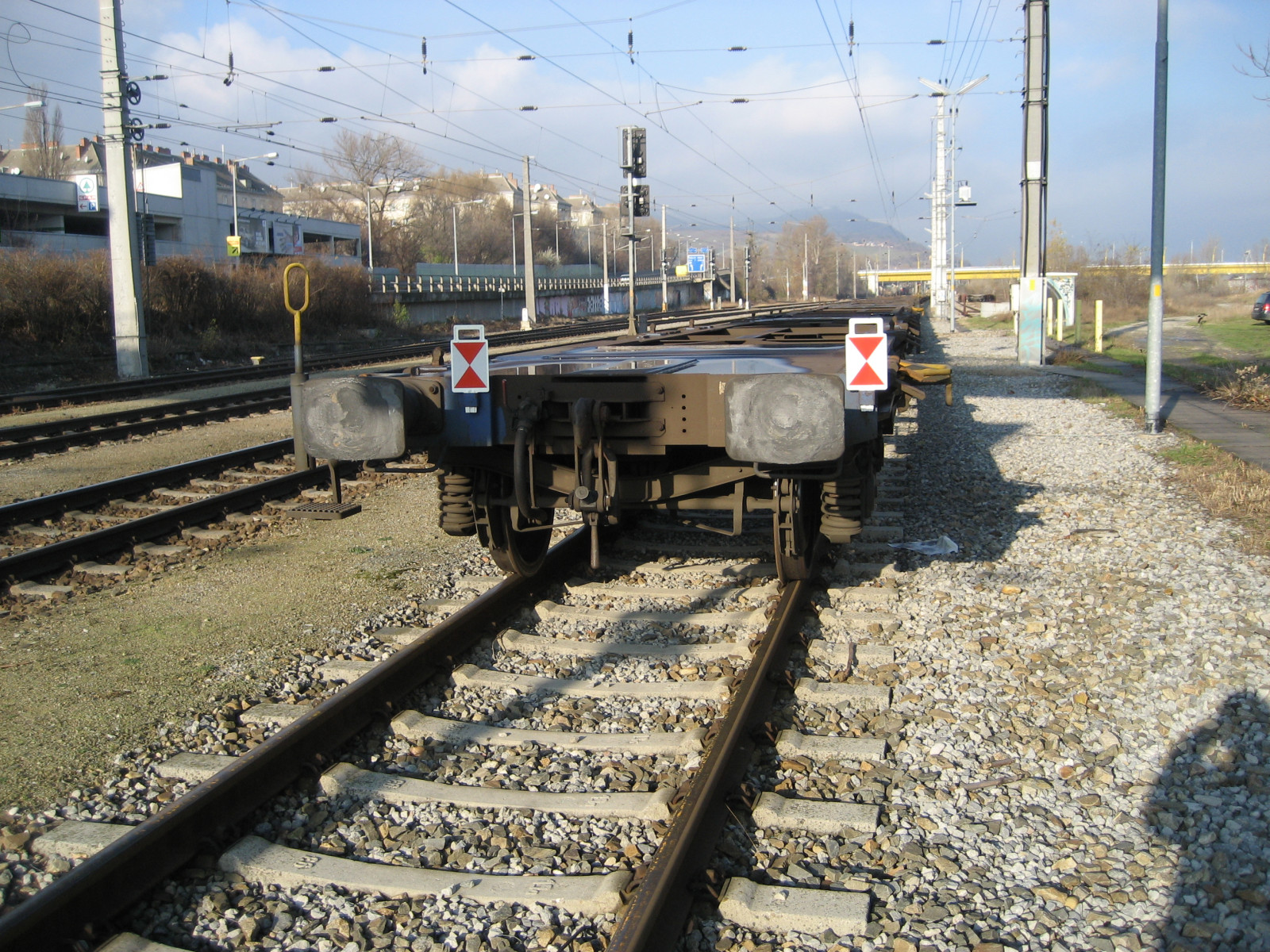
Goederenwagen met Duitse sluitborden

Een sluitsein of eindsein is het sein dat het einde van een trein aangeeft en is als zodanig te vergelijken met het achterlicht bij wegvoertuigen.
Een sluitsein bestaat in Nederland normaal uit een of twee rode lichten op gelijke hoogte. Goederentreinen mogen ook uitsluitend sluitborden voeren.
Bij locomotieven, treinstellen en rijtuigen zijn de sluitseinen vaak vast gemonteerd en meestal zijn er ook houders aanwezig om sluitborden of lichten te bevestigen. Goederenwagens hebben vaak alleen houders.

## Geschiedenis
Vroeger was het nodig om regelmatig te controleren of een trein nog compleet was. Dat gebeurt door middel van het sluitsein. Zolang de laatste wagen sluitseinen heeft, is de trein nog compleet. Als deze er niet zijn heeft de trein dus mogelijk onderweg wagens verloren en kan een volgende trein dus niet zomaar vertrekken. Het personeel was getraind om naar de achterkant van een passerende trein te kijken om te controleren of het sluitsein nog aanwezig is. Tegenwoordig is het minder nodig om te controleren of een trein nog compleet is, de beveiliging detecteert de losse wagens en de seinen gaan op rood. Verder zijn de meeste treinen tegenwoordig uitgerust met een doorlopende remleiding, die een noodremming veroorzaakt indien de leiding onderbroken wordt.
Sluitseinen werden voor de algemene invoering van automatische overwegen in Nederland ook wel gebruikt om signalen te geven aan de overwegwachters: bepaalde combinaties van lichten kondigden dan aan dat na die trein een buitengewone trein zou volgen, dat wil zeggen een trein die niet in de dienstregeling staat. Ook de buitengewone trein zelf voerde dan een afwijkend sluitsein.

## Tegenwoordig
Sluitseinen zijn tegenwoordig voornamelijk van belang voor spoorwerkers en ander treinpersoneel dat zich op en tussen de sporen bevindt, om te constateren of een trein van zich af of juist naar zich toe rijdt. Bij rangeerbewegingen kan het echter mogelijk zijn dat de voorkant van een rangeerdeel een sluitsein voert, namelijk bij geduwd rangeren (de loc rijdt dan achterop). Een reizigerstrein mag niet vertrekken zonder (minstens één) brandend sluitsein. Een trein kan wel vertrekken als er dan een extra lamp wordt geplaatst.
In België, Nederland, Luxemburg en Duitsland moet een binnenlandse reizigers- en goederentrein ten minste één brandend eindsein hebben. Voor treinen in Frankrijk moeten er minstens 2 werkende eindseinen aanwezig zijn.